# حاجی‌آباد پبی
حاجی‌آباد پبی یا تیموری روستایی در دهستان چشمه زیارت بخش مرکزی شهرستان زاهدان استان سیستان و بلوچستان ایران است.

## جمعیت
بر پایه سرشماری عمومی نفوس و مسکن در سال ۱۳۹۵ جمعیت این روستا ۸۴ نفر (۲۴خانوار) بوده‌است.